# Myoxanthus exasperatus
Myoxanthus exasperatus é uma espécie de orquídea (Orchidaceae) originária do Brasil.